# Iris setina
Iris setina är en irisväxtart som beskrevs av Colas. Iris setina ingår i släktet irisar, och familjen irisväxter. Inga underarter finns listade i Catalogue of Life.